# Арга-Юрях (приток Омолоя)
Арга́-Юря́х (устар. Аргаа-Юрэх; якут. Арҕаа Үрэх) — река в России, течёт по территории Усть-Янского и Булунского улусов Якутии.
Длина реки составляет 214 км. Площадь водосборного бассейна равняется 5530 км².
Начинается от слияния рек Мундукан и Хадарыння на высоте 253 м над уровнем моря. Устье реки находится в 190 км по левому берегу Омолоя.

## Данные водного реестра
По данным государственного водного реестра России и геоинформационной системы водохозяйственного районирования территории РФ, подготовленной Федеральным агентством водных ресурсов:
- Бассейновый округ — Ленский;
- Речной бассейн — Яна;
- Речной подбассейн — Яна ниже впадения Адычи;
- Водохозяйственный участок — Реки бассейна моря Лаптевых от границы бассейна реки Лены на западе до границы бассейна реки Яна на востоке.

Код объекта в государственном водном реестре — 18040300312117700004545.